# Iota Herculis
Désignations
Iota Herculis (ι Her, ι Herculis) est une étoile binaire de 4e magnitude de la constellation d'Hercule.
En chinois, 天棓 (Tiān Bàng), signifiant Fléau céleste, fait référence à un astérisme constitué de ι Herculis, ξ Draconis, ν Draconis, β Draconis et γ Draconis. Par conséquent, ι Herculis elle-même est appelée 天棓五 (Tiān Bàng wu, la cinquième étoile du Fléau céleste).

## Propriétés
Iota Herculis est une sous-géante de type B qui est à la fin de sa phase de fusion de l'hydrogène. Avec un type spectral B3IV, elle est beaucoup plus grosse que le Soleil, avec une masse égale à 6,5 fois celle du Soleil et un rayon 5,3 fois supérieur. Bien que sa magnitude apparente soit seulement de 3,79, elle est 2 500 fois plus lumineuse que le Soleil, donnant une magnitude absolue de -2,11, plus brillante en réalité que la plupart des étoiles chaudes de type B de l'amas ouvert des Pléiades. La mission du satellite Hipparcos a estimé sa distance à environ 152 parsecs (pc) de la Terre, soit 496 années-lumière (al) ; une mesure de parallaxe révisée par Floor van Leeuwen en 2007, établit cependant sa distance à 455 al avec une marge d'erreur beaucoup plus resserrée de seulement 8 al.
Iota Herculis est une étoile de type B à pulsation lente, avec une période de pulsation principale d'environ 3,5 jours et dont l'amplitude s'est avérée être particulièrement variable sur le long terme.

## Système stellaire
Iota Herculis est une binaire spectroscopique ayant une période de 113,8 jours, indiquant que l'étoile secondaire orbite à environ 1 ua de l'étoile principale. Étant donné la masse de l'étoile primaire, le compagnon ne peut pas être plus massif que 0,4 M☉, ce qui implique qu'il est soit une naine blanche, soit une naine rouge.
Une troisième étoile d'une magnitude visuelle de 12,1 et située à une séparation angulaire de 116 secondes d'arc a été identifiée. Il s'agit d'une composante optique ; elle présente une parallaxe de 1,19 ± 0,01 mas mesurée par le satellite Gaia, ce qui la place à une distance de 838 ± 13 pc (∼2 730 al) de la Terre, bien plus loin que ne l'est Iota Herculis.